# Maria Carolina d'Àustria (reina de Nàpols i de Sicília)
Maria Carolina d'Àustria (Schönbrunn 1752 - Castell de Hetzendorf 1814) va ser una arxiduquessa d'Àustria, princesa d'Hongria i de Bohèmia que va ser reina consort de Nàpols i Sicília arran del seu matrimoni amb el rei Ferran IV de Nàpols i III de Sicília.

## Orígens
Nascuda al Palau de Schönbrunn el dia 13 d'agost de l'any 1752 sent filla de l'emperador Francesc I, emperador romanogermànic i de l'arxiduquessa Maria Teresa I d'Àustria. Maria Carolina era neta per via paterna del duc Leopold I de Lorena i de la princesa Elisabet Carlota d'Orleans i per via materna de l'emperador Carles VI, emperador romanogermànic i de la duquessa Elisabet Cristina de Brunsvic-Wolfenbüttel.

## Matrimoni
El dia 12 de maig de l'any 1768, a l'edat de 16 anys, contragué matrimoni amb el rei Ferran I de les Dues Sicílies, fill del rei Carles III d'Espanya i de la princesa Maria Amàlia de Saxònia. La parella establerta a Nàpols tingué sis fills que arribaren a l'edat adulta:
El casament de Maria Carolina amb el rei de les Dues Sicílies responia als plans matrimonials de l'arxiduquessa Maria Teresa I d'Àustria respecte als seus fills. Després de col·locar l'arxiduc Josep d'Àustria al tron imperial i a l'arxiduc Leopold d'Àustria al tron del Gran Ducat de Toscana, s'assegura que l'arxiduc Ferran d'Àustria es casés amb la princesa Beatriu d'Este, hereva del Ducat de Mòdena, i l'arxiduc Maximilià d'Àustria esdevingués bisbe elector de Wurzburg seguint la tradició austríaca. Maria Teresa col·locà a tres de les seves filles a les corts de Parma, de les Dues Sicílies i de França.

## Regnat
Maria Teresa ajudà a la seva filla a guanyar-se un rol polític en el si de la Cort de les Dues Sicílies a costa del caràcter despreocupat del rei Ferran I. Maria Carolina ràpidament dominà la Cort i esdevingué l'autèntica sobirana a l'ombra del Regne, influència que augmentà arran del naixement del duc de Calàbria, ja que fou nomenada Consellera d'Estat.

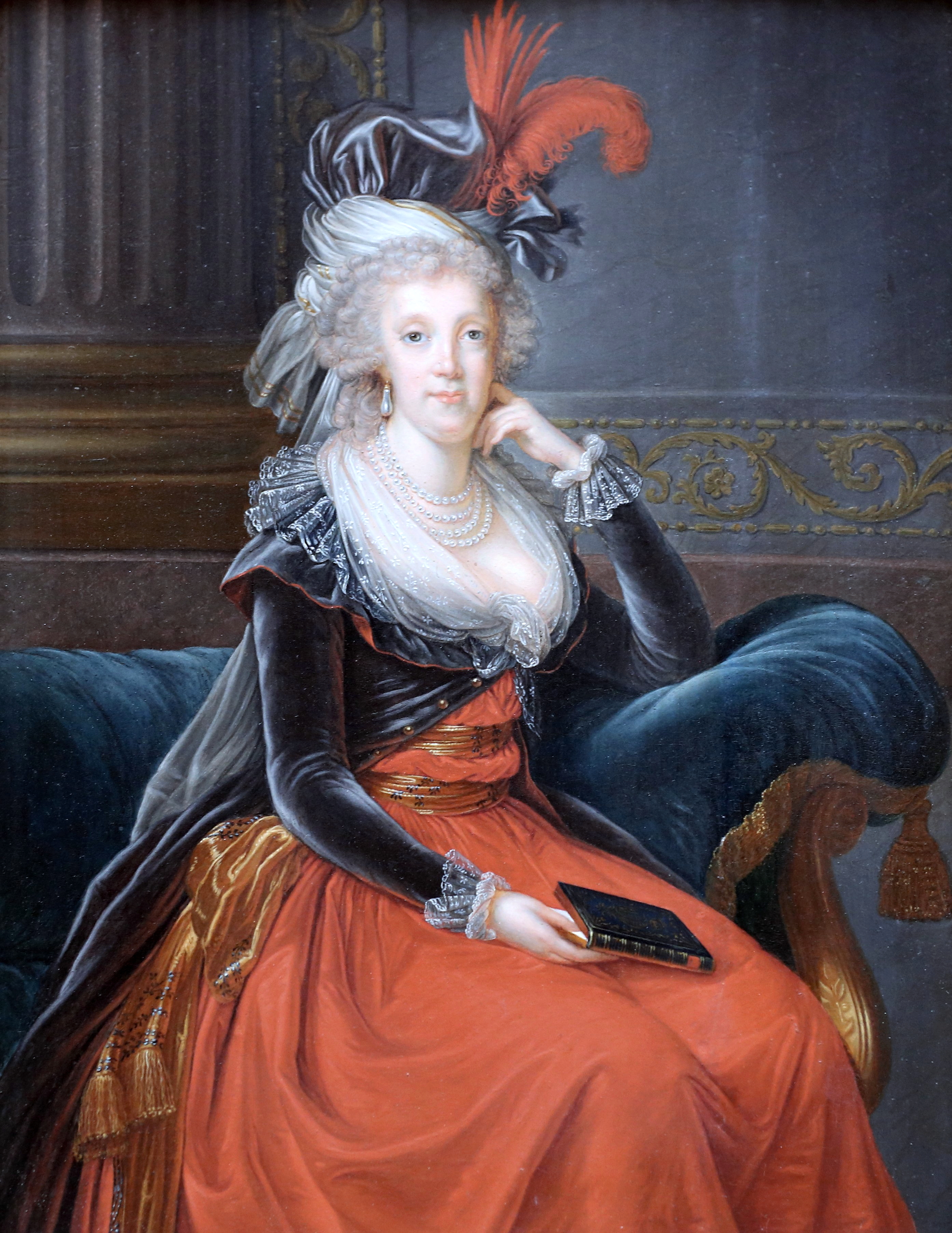
La reina Maria Carolina de Nàpols i de Sicília.

Maria Carolina que havia heretat gran part de la intel·ligència i l'audàcia política de la seva mare, també tenia una altra cara dominada per la crueltat i l'ambició per col·locar el Regne de les Dues Sicílies com una de les més importants potències europees.
En la primera etapa de la Revolució Francesa, la reina simpatitzà obertament amb els rebels fins que aquests aboliren la monarquia el dia 12 de setembre de l'any 1792. Amb l'abolició de la monarquia i la posterior execució del rei Lluís XVI de França i la seva muller, l'arxiduquessa Maria Antonieta d'Àustria, germana de Maria Carolina, Maria Carolina i lògicament el Regne de les Dues Sicílies s'oposaren obertament a la Revolució. Maria Carolina integrà el Regne de les Dues Sicílies a l'anomenada Primera Coalició que declarà la guerra a França fins a l'any 1796, any en què es firmà la pau.

## Derrocament i retorn
A principis de l'any 1799, les idees liberals i el malestar general de la població napolitana feren esclatar una revolució que derrocà la monarquia i creà la República Partenopea o República napolitana. El mes de juny de l'any 1799 les tropes del cardenal Ruffo esclafaren la revolució i retornaren el poder a la família reial. Abans que les tropes del cardenal Ruffo ocupessin Nàpols, la flota britànica commandada per lord Nelson, aliada de la monarquia, havia ocupat la Badia de Nàpols. La rendició dels republicans es firmà sota la tutela britànica i aportava garanties suficients perquè els republicans poguessin emigrar a França.
Una vegada restaurada la monarquia, la reina Maria Carolina dirigí una repressió sense pietat en contra dels republicans. Intentant esclafar el republicanisme latent en la societat napolitana, la reina ordenà l'apresonament i la posterior execució de centenar activistes republicans.
L'any 1806 les tropes de Napoleó Bonaparte feien la seva entrada al Regne de les Dues Sicílies ocupant tota la part continental obligant a la família reial a exiliar-se a l'illa de Sicília. La independència de Sicília fou garantida fins a l'any 1814 per la marina britànica. Els britànics imposaren certes mesures reformistes i de caràcter liberal a l'illa, tals com l'abolició del feudalisme (1812) i l'exili de Maria Carolina que hagué d'abandonar Sicília l'any 1812 establint-se a Àustria.

## Darrers anys
Maria Carolina visqué els dos últims anys de la seva vida a Àustria, la seva terra natal, fins que el dia 8 de setembre de l'any 1814 morí al Castell de Hetzendorf.

## Descendència
Del matrimoni amb Ferran I van néixer:
- SAR la princesa Maria Teresa de Borbó-Dues Sicílies, nada a Nàpols el 1772 i morta a Viena el 1807. Es casà amb l'emperador Francesc I d'Àustria el 1792 a Viena.

- SAR la princesa Lluïsa de Borbó-Dues Sicílies, nada a Nàpols el 1773 i morta a Viena el 1803. Es casà amb el gran duc Ferran III de Toscana.

- SM el rei Francesc I de les Dues Sicílies, nat a Nàpols el 1777 i mort a Nàpols el 1830. Es casà en primeres núpices amb l'arxiduquessa Maria Clementina d'Àustria i en segones núpcies amb la infanta Maria Isabel d'Espanya.

- SAR la princesa Maria Cristina de Borbó-Dues Sicílies, nada a Palau de Caserta el 1779 i morta a Savona el 1849. Es casà el 1807 a Palerm amb el rei Carles Fèlix I de Sardenya.

- SAR la princesa Maria Amèlia de Borbó-Dues Sicílies, nada al Palau de Caserta el 1780 i morta Claremont House (Anglaterra) el 1866. Es casà amb el rei Lluís Felip I de França.

- SAR la princesa Maria Antònia de Borbó-Dues Sicílies, nada al Palau de Caserta el 1784 i mort al Palau d'Aranjuez el 1806. Es casà amb el rei Ferran VII d'Espanya.

- SAR el príncep Leopold de Borbó-Dues Sicílies, príncep de Salern, nat a Nàpols el 1790 i mort a Nàpols el 1851. Es casà a Viena el 1816 amb l'arxiduquessa Clementina d'Àustria.